# ソード・ワールド2.0リプレイ 新米女神の勇者たち
『ソード・ワールド2.0リプレイ 新米女神の勇者たち』（ソード・ワールド2.0リプレイ しんまいめがみのゆうしゃたち）は、2008年から2011年にかけて富士見書房から単行本刊行されたソード・ワールド2.0のリプレイ作品。ゲームマスター (GM) および執筆は秋田みやび。イラストレーターは中島鯛。
2012年には続編『新米女神の勇者たちリターンズ』が出版されて、2016年に完結している。
プレイヤーキャラクター (PC) は当初、ジーク、ソラ、エア、メッシュの4人。1巻でノンプレイヤーキャラクター (NPC) として登場したムーテスが2巻から加入し、5人パーティとなる。7巻よりソラとムーテスと入替えで、ニゲラとイスミーシャが加入している。その後、9巻でムーテスが、11巻の最終話でソラが復帰した。リターンズではソラとイスミーが抜け5人となり、後にイスミーが復帰する。

## 舞台
テラスティア大陸南部・フェイダン地方の小国ルーフェリア。最近（と言っても50年ほど前だが）に発見されて、周囲の国々と交流を持ち始めたばかりの場所。このルーフェリアを拠点に、周囲の国々を巡りながら冒険を行っていく。
中盤からはルーフェリアの東の大国アイヤールに拠点を移し、かつての英雄の足跡をたどりながら、彼に討伐された小神の復活をもくろむ勢力と対峙していく展開になった。

## 特徴
『ソード・ワールド2.0 ルールブック I』と同時発売された、同ゲームのリプレイ最初の作品。また、旧版のシリーズ『新ソード・ワールドRPGリプレイ』の10巻を抜いて、11巻というRPGリプレイ史上最長記録を達成した。
プレイヤーキャラクター (PC) たちの口の悪さにより不穏当な場面が目立つが、全体的にほのぼのとしている。
しかし、国家的な陰謀に絡み蛮族と対決するなど、ハードな展開も散見される。
なお、各話のタイトルは必ず「○○を××する方法」となっている。
例：「料理を美味しくする方法」
PCたちは、3巻第7話で名誉点を使い「ぞんざい勇者団」を名乗るようになる。

## あらすじ
冒険者に憧れて旅に出たジークとお供のメッシュがルーフェリアを通りかかり、出会ったのがソラとエアの姉妹。冒険者の店《水晶の欠片亭》に立ち寄ったとき、さらに成り行きで4人で事件を解決することになり、そこから彼らの冒険者としての生活が始まった。さらに没落商人のムーテスを仲間に加えた彼らは、とある護衛任務の最中に目の前で少女ルーをさらわれてしまう。そのルーこそ女神ルーフェリアの化身であるという驚愕の事実を聞かされたジークたちは、誘拐犯の手掛かりを求めて隣国アイヤールに渡った。
「ぞんざい勇者団」を名乗ることに決めた一行は、ルーフェリア信仰を都合よく歪めて広めようとする一派の存在をつかみ、その背後にいた蛮族を打倒してルーを救出した。そのままアイヤールに居ついた彼らは、当地で冒険を重ねる中でミスティンやホーリィの皇族姉妹と親しくなり、かつて災いをなす小神を討伐したという英雄パジャリガーの伝説を聞かされる。だがその真相に踏み込む間もなく、ルーフェリア国の異変を知ったぞんざい勇者団は急ぎ帰国を余儀なくされる。女神の信仰を利用しようとした一派とは別にルー誘拐に関与していたもうひとつの勢力、守護神の力の減退を目論んでいたフィルゲン率いる蛮族軍がルーフェリア国へと侵攻を開始したのである。武運つたなく囚われの身となったジークたちだったが、フィルゲンの配下同士の反目を利用して脱出に成功。蛮族軍を撃退してルーフェリア国を守り抜いた。
離脱したソラとムーテスに代わってニゲラとイスミーが参加し、新たな冒険を始めたぞんざい勇者団。しかし突然ソラが行方不明になり、彼女を探す過程で幽霊船が多くの人々を集めているという不気味な事件の存在が明るみに出る。結局ソラは無関係の場所で見つかったのだが、今度はミスティン姫が誘拐された。犯人と誤解されて捕縛されていたムーテスをメンバーに復帰させたぞんざい勇者団はミスティン救出におもむき、一連の事件の黒幕がかつてパジャリガーに倒された神の化身アレンであることを突き止める。
ぞんざい勇者団によっていくつかの計画を阻まれたアレンは、幽霊船でかき集めた亡者の兵団をアイヤールに差し向け、さらに捕らえたルーを使って神の力を取り戻そうとする。大混乱のさなか、敵の本拠地に乗り込んだジークたちはついに完全にアレンを討ち取り、破滅の到来を回避する。
それから数ヶ月が経過し、有名人となったぞんざい勇者団はアイヤールの皇女の一人であるジャスティの依頼で、騎士学校へと潜入することになった彼等。生徒達と交流を深める中で貴族やアイヤール皇室のトラブルも解決していく。そして修学旅行で彼等はアイヤールに迫る危機とまた出会う。

## 登場人物
※ 年齢やレベルは登場時のもの

### プレイヤーキャラクター（ぞんざい勇者団）
何度かメンバーの入れ替わりが発生しており、現状（PCとして）メンバー全員が集結したのは最終話のみ。『リターンズ』のパーティ構成は最終的にジーク、エア、メッシュ、ムーテス、ニゲラ、イスミー。
ジークハルト・デーニッツ（ジーク）
人間 / 男 / 16歳→17歳（7巻より） 【冒険者技能】ファイター、フェアリーテイマー、ライダー（4巻より）、バード（8巻より）
集いの国リオスの裕福な冒険者の家に生まれた少年。家の世話になるのが嫌で従者のメッシュと共に冒険者として旅をしている。両親は死亡していて、2つ下の弟がいる（後述）。実家は、祖父がリオスの議員を務めていたほどの名家だったが、現在は両親が冒険者時代に稼いだお金で商売をしている。
少々気が短く、ぞんざい且つ悪ぶった言動を取るが、実際にはかなりの善人かつお人好しで、率先して人助けをする場面も多い。また自分より弱い者に対しては優しい。宵越しの金は持たない主義で、報酬をすぐに使いたがる。従者のメッシュからよくおちょくられているが、一緒に悪ノリしていることも多い。ソラには（たまにはエアからも）異性として意識されている節があるが、彼にその気はないらしい。一方、ルーに対しては「俺の嫁」呼ばわりしたことがある。また、ミスティンに弟タイプの男性は好みか訊ねており、彼女にも好意を持っている様子。さらには5巻ではホーリィにも好意を寄せられていることが判明、8巻では勝手にニゲラと婚約させられそうになった。9巻でジャスティの義父ライルバート卿に「娘をもらっていいか」と訊いたのは挑発のためだが、それ以外の女性関係の言動は全て本気だったらしい。
上述のミスティンは8巻で異父姉であることが判明し、「姉を口説いてしまった」とショックを受けていた。アイヤール上層部の人物は彼の素性を知っていた模様。リターンズではシスコンっぷりに拍車がかかっており、姉の婚約者を叩き潰すつもりでいる（ただし、まだ11歳の少年なので強く出られない）。また、弟に対してもブラコンである事を自覚している。
10巻では英雄を越えて神を目指すことを宣言。ルーを嫁にするため、いずれ大神官バトエルデンを打倒するつもりである。
リターンズでは「ラインハルト」の偽名を名乗り、騎士学校に潜入することとなった。
ソーラリィム（ソラ）
ナイトメア（エルフ生まれ） / 女 / 40歳。 【冒険者技能】ソーサラー、セージ、フェンサー（1巻3話より）
ルーフェリア在住の魔術師。外見年齢は15歳くらい。ナイトメアということで迫害を受けたらしいが、カード賭博や酒造など、むしろ不良的行為を楽しんでいるようである。クールでやや毒舌。また、姉のエアからおしみない愛情を注がれているが、口うるさい姉に辟易としているらしく冷たいツッコミをいれることもある。その姉からはニート呼ばわりされて、働いてほしいと懇願されていたが、反対を押し切る形で興味を持っていた冒険者になった。エアほどではないが、可愛いものが好き。
魔術師である母親はカイン・ガラに住んでおり、ソラ自身もそこの学院で学んでいた事がある。その当時付き合っていた彼氏がいたが、「異貌」が発動した姿を見られたことを気にして別れた過去がある。外見では自分が年下に見えるためか、実年齢では遥かに年下のジークを「お兄さん」と呼び、気がある様子を見せることがあるが、その度に聞き流される。
彼女の使い魔は鷹型で、名前は「フェイ」。ナイトメアなので魔術師にもかかわらず筋力はパーティ一であり、それを活かすためフェンサー技能を習得した。第3巻にてメイド服を購入し、挿絵でも着用していた。5巻で装備が変わったためさらに挿絵の服装が大きく変化した。
7巻ではパーティより一時離脱している最中に行方不明になってしまう。ぞんざい勇者団による捜索の結果、ワイバーンにさらわれた挙句、シフェナと意気投合して行動をともにしていたことが判明した。8巻の最後に仲間のもとに帰還し、9巻では半壊したオクタンを修理するためカイン・ガラへと向かい、再び別行動になった。
11巻で再登場するが、不用意な行動によってルーを危険に晒してしまう。反省の証として伸ばしていた髪を切りショートヘアになる。終盤の戦闘で命を落とすがアナトラによって蘇生され、穢れが2点になるものの、それを戒めとして受け入れる。また、ルーが連れ攫われた責任を取るためにルーフェリア神殿に自ら出頭、エアによる《女神の涙ルーフェリア》国外追放処分にも素直に従い、フーギの街の復興に力を注ぐことを誓った。リターンズ1巻では現在の動向は一切語られていないがソード・ワールド2.0リプレイ with BRAVEで、ゲストプレイヤーとして参加、その後イレスデアルまでの冒険につきあっている。リターンズ2巻の時点ではジーク達はソラの現状を知らないが、エアが「もし妹が蛮族と仲良くしているなんて知ったら討伐しに行く」とソラの動向について軽く触れている。
エアリサーム（エア）
エルフ / 女 / 50歳→51歳（7巻より） 【冒険者技能】プリースト（ルーフェリア）、レンジャー、シューター、コンジャラー（4巻より）、セージ（リターンズより）
ソラの姉で女神ルーフェリアの神官。年齢はリプレイ開始時の時点で50歳だが、エルフの中では若輩。真面目で心配性な性格で、悪ぶった言動を取ることが多いパーティのツッコミ役。可愛いものが好きで、小動物系の人物（コボルドやタビット）がいると豹変する。ルーフェリアへの献身は熱狂的であり、どんな些細な侮辱（と彼女がとらえた言動）も許さない。
ナイトメアである妹のソラを昔から庇っていたらしく、過剰な愛情を注いでいるが、あまり報われない。その一方で自分は父親からの愛情にうんざりしている。また、母親とは気が合わないらしく天敵扱い。ソラが冒険者になることは反対だったが、引きずり込まれる形で一緒に冒険者に。しかし、本人にはその自覚は全くない。ソラほどではないがジークに気がある様子を見せるものの、やはり聞き流される。肝心な所で失敗が多いメッシュにはやや険のある態度をとる。
生命力が高く、リプレイ中でさらに伸びたので本人いわく「服がぱつぱつ」。リアの依頼でしばらくアイヤールの《白峰領ゼス》に留まることになった際に、腰を落ち着けるために家を購入したが、7 - 10巻の間はムーテスによって勝手に商用事務所として使われていた（そしてリターンズではニゲラがやっている運び屋稼業の店となってしまった）。アレン討伐後、父親とガアラ、バトエルデンを交えた会議の末、ソラにルーフェリア国外追放処分を下しつつ、自身はフーギの街の復興とルーを支えるために正式にアイヤールの神殿長に就任した。
メシュオーン（メッシュ）
ルーンフォーク / 男 / 7歳（起動した時から数えて）→8歳（7巻より） 【冒険者技能】グラップラー、セージ、スカウト、マギテック、アルケミスト（11巻より）
ジークの従者。初期技能は数が多くて低レベルだったため「器用貧乏」などと言われていた。ジークの誕生日に箱詰めでプレゼントされたらしい。その主であるジークをよくおちょくったり、一緒に口だけの悪巧みをしたりするが、ジークが無茶なことや情けないことをしようとするとまともにツッコミを入れる（特に金銭関係）。それでも何かにつけて主を立てようとしており、自分が敵を投げた後にジークがトドメを刺すコンビネーション攻撃を持っている。最近は忠誠心を盾に取ったおちょくりをジークに受けることが多い。ここぞという時に限って判定のサイコロの出目が悪く、1ゾロを出す割合も高いので、3話でエアに激怒されて以降、彼女からは「ポンコツ執事」と呼ばれている。また、高所恐怖症で酒に弱いという弱点がある。非常に口が上手く、相手を持ち上げることを得意としていてたびたび戦闘を回避したり、ことを上手く運んだりしている。
4巻で《青嵐領デラルザ》を訪れた際、同領出身の英雄パジャリガーの影武者になるために彼を模したルーンフォークだったということが判明する。元々はデラルザにある離宮でアイシャともども使い道が無くなって埃を被っていたところを、ジークの父親にもらわれていった。そのため、意図せず里帰りしたことになった。
7巻で戦死してしまい、その後蘇生したものの過去1年分の記憶が喪失した。9巻では仲間よりも総経験点が2000点も高いことが判明、当初はプレイヤーも理由が分からず困惑していたが、これは前述の通り出目が悪く、1ゾロによる経験点加算の機会が多かったからである。
11巻終盤の戦闘で再び戦死するが、アナトラによって蘇生され、さらにバトエルデンのコール・ゴッドによって失った記憶を全て回復した。
『リターンズ』では吹雪の妖精スカディのローレリアに惚れ込まれ、べたべたと付きまとわれるが、ルーンフォークであるメッシュには彼女の姿が見えず、謎の冷気と重さに難儀し、さらにはスレイプニルまで懐かれる。リターンズ2巻で下敷きのような妖精が見える眼鏡を手に入れてどうにか妖精達が見えるようになる。
“成功者”ムーテス
リルドラケン / 男 / 17歳→18歳（10巻より） 【冒険者技能】ファイター、レンジャー、エンハンサー、セージ（11巻より）、ウォーリーダー（リターンズより）
第1巻3話で依頼人としてNPCで登場した。冒険者になってほどなくしてカイン・ガラで飛空船の核を手に入れ、それを元手に商売を始めた。そのため夢の体現者として大変に高名である。しかし、ジークたちに仕事の依頼をした際、キクロプスに飛空船を壊されてしまい、破産した。その後、裸一貫でやり直すためにパーティに加わる。現在の目標は商人として返り咲くこと。破産した経験を持つため、多少お金にこだわるところがあり、地面に小銭が落ちてないかたびたび確認している。また、元商人なので、交渉等には自分から口を出す。本人いわく、自分を一言で表すと「欲」であるとのこと。そして、権力には弱い。5巻でかつての仲間が登場したが、実は飛空船の核はムーテスが当時の仲間に黙って手に入れたものであることが示唆されている。
7巻では今までの活躍の見返りとして他国での商売の権利を手にし、一時パーティを離脱している。9巻ではリャンとともにアイヤールで商売を軌道に乗せようとしていたところ、アーメス教団の手の者にだまされて、知らないうちにミスティン姫誘拐事件の手引きをさせられてしまう。なんとか姫を守ろうとするも果たせず、誘拐犯と誤解されて投獄されてしまった。その後、ジークたちに救出されてパーティに復帰した。
アイヤールではエアの家を乗っ取って商売をしていたが、アーメス教団の目を欺く意図もあり、あらためてその隣家を購入。アーメスの一件が解決した後は冒険者の店《女神の微笑み亭》を手がけているが、冒険者としての活動も継続中。
カイン・ガラにはムーテスの成功にあやかろうと「ムーテスストリート」と名付けられた通りがあり、通り沿いの武器屋ではムーテスの鱗を模したお守りや、紫色（ムーテスの鱗の色）にした武具類が飛ぶように売れているのだが、ムーテス本人は「黒歴史」と称して恥ずかしがっている。
“茂みの悪魔”二ゲラ・オリエンタリス
人間 / 女 / 16歳 【冒険者技能】ファイター、アルケミスト、レンジャー、エンハンサー、プリースト（ルーフェリア）（10巻より）
第7巻から登場。人間の冒険者。16歳の女性。母親はなく、学者だった父に連れられ各地を放浪している最中に戦士としての技能を身につける。鎖鎌を用いた絡みつき攻撃を得意とする。旅の途中で父親が失踪してしまい、捜し歩いている途中にリッタの紹介でパーティに加わることになる。また、装備に金がかかる錬金術師でもあり金の管理にシビアなため、ムーテスの替わりにパーティの金庫番になった。8巻で父ムーティスの行方をつかんだが、彼が借金をしており、しかも娘である自分を借金の形として勝手にジークの嫁に出そうとしていることまで判明。遺跡でムーティスと再会するなりアックスボンバーを喰らわせた。父のいい加減な性格を知ったことで、かなり荒んでしまい、前々からジークたちに父親と誤解されていたムーテスと出会った時は「もうあなたが父親でいいです」とまで言っている。
面倒見がよい性格をしていて、シフェナやコレットのことを気にかけている。
9巻では駄目な父親を慕っていた経緯から、ダメンズウォーカーの資質をエアに指摘されている。10巻では錬金術のカードを基本とした金銭感覚が父に似てきていることが明らかとなった。さらに腐女子属性まであるらしく、ジークとベルの兄弟仲について想像をたくましくしたり、「穴を掘る」という言葉に反応してしまったり、ムーテスが「自分はリルドラゲンとしてはショタだ」と主張した際には「典型的ショタに謝れ」と激怒したりしている。
なお、父親を追い払う建前として「ルーフェリア信者になった」と言っていたが、後にプリースト技能を実際に取得している。アレン討伐後はイスミーやシフェナを従えて運び屋をはじめる。
イスミーシャ（イスミー）
タビット / 男 / 13歳 【冒険者技能】シューター、ライダー、マギテック、セージ、スカウト（9巻より）、エンハンサー（9巻より）
第7巻から登場。かつては別のパーティで冒険をしていたが、ある遺跡を探索中にパーティは全滅。その際初恋の人シフェナをも失ってしまい、一時期は自暴自棄な生活を送っていた。形見の魔導バイクに初恋の人の名前をつけ大事にしている。パーティの知恵袋のソラが離脱したため、リッタの紹介でパーティに加入する。タビットのため、たびたびエアに抱かれたり撫でられたりしているが、後述の不手際により彼女からもぞんざいな扱いを受けるようになっており、リターンズでは「ペット」呼ばわりされていた。初恋の人であるシフェナがゴーストシップと行動しているらしいことを知って動揺しつつも彼女の追跡を続ける。リオス近郊の遺跡で強力な魔道兵器「オクタン」を入手した。シフェナの誘いに応じて一度パーティを裏切ろうとした上に、8巻では潜入作戦を盛大に失敗させたため、パーティ内での信用がやや薄い。10巻ではようやく得たシフェナとの話し合いの場で言い訳に終始したため、女性陣の株をさらに下げた。アレン討伐後はシフェナとともに二ゲラのもとで運び屋として働いている。リターンズでは運び屋の仕事のため不在。リターンズ2巻ではシフェナからは「配達に出たっきり中々帰ってこない」と言われている。
オクタン
リオス近郊の遺跡でジークたちが発見したテンペストオクタドゥーム。名前は主となったイスミーが名付けた。非常に強力な魔道兵器で、ゴーストシップと互角に戦えるほどであるが、その戦闘で半壊する。修復のためにソラによってカイン・ガラへと運ばれるが、主であるイスミーのもとに戻ろうと暴れるため、回路だけを小型魔法生物に搭載したミニオクタンとなって送り返されてきた。
11巻でソラが本体を白峰領まで届けるが、アーメス教団の襲撃の際に放置され、呼応石を取り付けられてアレンに利用された。ぞんざい勇者団の手で本体は再び破壊されたが、頭脳であるミニオクタンはイスミーのもとにあるため無事である。
ミニ
《風と親しむ村カラハ》の調教師ノートンに拾われたドラゴネット。デーモンにそそのかされて近隣の獣を襲い、ついにはメッシュまで殺害してしまった。事件解決後、ジャスティによってノートンごと召し上げられたが、彼女の謹慎に伴ってイスミーの乗騎となった。イスミーは「シューティングスター」と名づけようとしたが定着せず、そのうち本人もミニと呼ぶようになってしまった。なお、ジークと竜語で会話した際、イスミーを「こんなのでもご主人様」と実はあまり慕っていないらしい発言をしている。

### 女神の涙ルーフェリア
本作の舞台のひとつ。小神ルーフェリアの加護が今も生きている。最近開かれたばかりのためかあちこちに歪みが生じていて、そのためにできる依頼を冒険者の店に任せるようになってきている。一応ルーフェリアが人間だった頃の血族が王族となっているが、政治は神殿が中心となって執り行っている。

#### 水晶の欠片亭
首都カナリスにある、この国ではまだ少ない冒険者の店。物語序盤の拠点となる。
“味覚の冒険者”リッタ・ハルモニア
水晶の欠片亭の女将。エルフで、年齢は326歳。彼女の作る料理は非常に独特な味で、誰も食べたがらない（本人は美味しく食べているため、味音痴と思われる）。そのため、彼女の料理を食べようとする者は周りから「勇者」と呼ばれる。
エンク
水晶の欠片亭で働くコボルトのコック。彼がいない時は客足が落ちる、というほどの料理人（リッタの作る料理が酷いせいもあるが）。
クーン
エンクの親戚のコボルト。蛮族ボガードに息子共々働き手として狩られてしまったが、生活が楽にならなかったため、エンクを頼り、ボガードの情報を提供する事で保護してもらおうとルーフェリアにやってきた。追って来たボガードにエンクともども捕まり、一時パーティと敵対したものの、事件解決後はリッタに臨時で雇われることになった。パティシエの才能があったため、その後、水晶の欠片亭は女性の客足が増えた。
キュン
クーンの子供の子コボルト。クーンと共にルーフェリアにやってきた。ソラとエアの心を掴み、危うくエアに拉致されそうになった。現在はリッタに臨時で雇われ、給仕をしている。
ルル、メル
上記2人はムーテスが商人だった頃に雇っていたコボルト。ムーテスが破産した後、リッタが預かって水晶の欠片亭の従業員に。コボルトの従業員がさらに増えたため、リッタはコボルト派遣業を起業した。なお、ムーテスが飛空艇の核を盗まれた際、エアにどちらか片方を報酬にされそうになったことがある。7巻でムーテスがパーティを離脱する際に再び引き取っている。9巻で2人がつがいだったことが判明。子供まで生まれていた。さらに11巻で三つ子だった子供の名付け親をムーテスに依頼した。ルル、メル一家とリャンがエア宅に居付いていたことでエアに「家族のたまり場にするな」と怒られたムーテスが「リャンは家族じゃない」と言っているため、現在ではムーテスにとって家族同然の存在と思われる。リターンズでは《女神の微笑み亭》で働いている。
“大空の船長”アメリア・スカイフィッシュ
ムーテスが売った飛行船の核を買い取り、それを利用して飛行船を作り商売をしているナイトメア。飛行船には「緊急脱出用」や「証拠隠滅用」のスイッチなどがあり、乗る者を不安とさせる。そして実際に墜落してしまった。
現在は飛行船を作り直し、ザルツ地方やリーゼン地方の国々と交易を行っている。

#### リビの村
村と呼ばれているが結構開けており、むしろ町に近い。山沿いにあるためタビットの住民が多い。
ミリア
リプレイ第1巻第2話の依頼人。ぷくぷくした中年女性。
ジジ
道化師の「ジジじーちゃん」として近所の子供の人気者だった老人。死後、ちゃんと埋葬されたはずなのに墓場から彷徨い出ているという噂があったが、弟の相手をさせるためにモーブが操っていたのが真相だった。道化服を着せられて埋葬されたので彷徨い出てきた時も当然道化服を身に付けており、その時の目撃情報を聞かされたPC達に「ホラーだ」と言われた。
モーブ
コンジャラーのタビット。自身は研究に一生懸命であり、弟の世話をちゃんと見られていなかった。7巻では師匠に再び鍛えられた姿で登場。戦死したメッシュとパジャリガー・セカンドを蘇生した。
ムーブ
モーブの弟。年齢は3歳くらい。エアの大のお気に入りで、登場するたびに抱っこされており、そのことに関しては本人も諦め気味に。

#### ルーフェリア神殿
“凪神官”カーム
エアとソラの父親。ルーフェリアの高位司祭。エアを過剰に可愛がっているが、エアからは鬱陶しがられている。ソラとの仲は不明だが、特に険悪な描写はない。また、生活面ではダメ人間らしく、エアに「母さんがいつ帰ってくるか聞いて欲しい」と手紙で頼むほど。また、家にいるのが彼だけになると部屋が散らかるため、エアに旅に出ないでくれと懇願したことがある。さらには妻には完璧に尻に敷かれている。5巻でクロノアと共にアイヤールへ人手を増やすために派遣された。ガアラとは元同僚にあたる。
情けなく見えるが、レベル9プリースト。戦闘技能は勝手に決めていいとGMに言われたジークたちにより、家族を守りながら自分を回復するスタイルになってしまった。かばうのは（娘を除いて）クロノアだけらしい。
“湖の大司教”バトエルデン・エラー
321歳のエルフ。ルーフェリアの本神殿を守る大司教。ルーフェリアが神格化する以前から300年近くの付き合いがある幼馴染みであり、今でもときどき我が儘を聴いているらしい。そのため、ルーフェリアで最も信心深いはずなのだが、調子に乗ったリアの頭を叩いたりしている。あまり姿を現さないのは、厳格な口調が続かないからだと言われている。有事の際は神官戦士団を率いて最前線に出てくるなど将としての一面を持ち、本人の戦闘能力も極めて高い。4巻ではアイヤールの神殿でルーフェリアをコール・ゴッドした。
かつてはザイア神官であり、ユーレリア地方にザイア神官の妹「ジャリルデン・エラー（ジェラルディン）」がいる（『堕女神ユリスの奇跡』に登場）。
『ソード・ワールド2.0リプレイ 滅びのサーペント（清松みゆき著）』ではPCとして登場（時代は『新米女神』の10年前）。生まれがコンジャラーであると設定され、プリースト（ルーフェリア）15を筆頭にファイター・ライダー・レンジャー・コンジャラー・セージという詳細なクラスが判明（作成）された（続編ではウォーリーダー技能も取得している）。高い生命力・筋力で回復役兼盾戦士としてパーティの壁となっている。能力値が設定された『滅びのサーペント』発表以降、『新米女神』内でも『マッチョエルフ』（メッシュ）や『ムキムキエルフ』(GM) 等と形容されるようになった。プレイヤーは『新米女神』のPC参加者であり、また乗騎のドラゴネットを「クラウン」と命名し、色街に行きたがるなど『新ソード・ワールドRPGリプレイ』登場時のローンダミスを連想させる言動もあった。
“彷徨う小女神”リア
湖の神ルーフェリアの化身。正確に言えばルーフェリアの一部。信者が側にいないと眠ってしまう。最近、爆発的にルーフェリアの信仰が諸外国にも増えたため、湖の女神で居ることが難しくなってきている。ルーフェリアの人間だった頃の幼心部分が顕現したためか、神らしからぬ軽いノリの性格であり、劇中ではバトエルデンやエアに突っ込みを受けている。しかしもうひとりの女神の欠片ルーよりは大人びており、彼女を導く役割も果たした。

#### 王都アエドン
ルーフェリア第2の都市。蛮族の侵攻に対抗するため、屈強な騎士団が配備されている。
エルビー
富豪の中年男性。2巻でカイン・ガラへと向かう馬車の客として登場。6巻で再会したときは、一人前になったジークたちを親しげに迎えてくれた。
エメラルダ
最近になってエルビーのもとに来た若い愛人で、料理が得意らしい。しかし実は蛮族が送り込んだスパイだった。
フロリダス
たびたびその名がささやかれていたルーフェリア神官。実は旧イズマル王家の血を引いており、現体制の打破とお家再興を企んでいた。

#### 風と親しむ村カラハ
遊牧民の子孫が暮らす村。騎獣の育成が盛んであり、良質の軍馬や水棲の幻獣ケルピーの調教で名高い。
ノートン
若い調教師。彼がひそかに面倒を見ていた騎獣のせいで事件が起こった。後にジークたちの口利きでアイヤールに移ることになる。

#### その他のルーフェリアの人々
ニール
湖岸に別荘を持って暮らしていたが、嵐の夜に湖に浮かんでいたルーを発見し、養女とした。ルーを診せるためにカイン・ガラに行こうとしていた。自身は熱心なキルヒアの信者。5巻でルーに会いに来た。
オデット
ニールの妻。子供が居なかった。ルーを養女として、彼女をカイン・ガラに連れていこうとしている。キルヒアの信者。5巻では夫ともにルーに会いに来た。
“白峰の小女神”ルー
ある日湖に浮かんでいたところをニールとオデット夫妻に保護された、非常に幼い印象を受ける少女。実は、リア同様ルーフェリアの一部であり、キルヒア信者のニール夫妻からは信仰による力を得られずほとんど一日中寝ていたが、ルーフェリア神官であるエアが近くにいると活発になった。蛮族に連れ去られたが、ジークの活躍で取り戻した。リアと出会ったことで小神の一部という自覚ができ、4巻以降はリアの依頼と本人の意思により、女神の縁者と言う建前でルーフェリア・アイヤール神殿の最高司祭になる。一度魔法の道具で変装して冒険に加わったことがあったが、アイヤール国内では信仰の中心地の《白峰領ゼス》を離れると相変わらず眠ってしまうことが判明した。後述のリターンズでは赤の眼鏡をかけるという形で対策を取っている。
ぞんざい勇者団は常に彼女の安全を最優先に行動するため、いつも自分の与り知らないところでジークたちが危険に身をさらしていることに心を痛めており、最終巻ではもっと世界を知ってしっかりした自分になれるように決意を固めていた。ジークからの求婚には明確な答えを返していないが、ルーも彼のことを憎からず想っている様子ではある。
リターンズでは騎士学校に招待され（騎士学校にハクをつけるため）、ルーフェリアについて教えたりしつつ、学校生活を楽しんでいる。
イスト
グラスランナー。バードを持っている。添乗員兼御者。食事の世話などもしていたが、ある事が原因でエアに脅される（自業自得ではあるが、家族を盾に脅迫されていたという設定がある）。エアに脅された後は諸事情でバトエルデンに「クエスト」をかけられて、こき使われ、解放されたと思ったらまた蛮族に捕まってしまった。

### 石塔の学び舎カイン・ガラ
滅びた時代全ての遺跡が残っている街であり、蛮族に狙われやすいという面も持っているがこの近辺からしてみれば一番学問が進んでいる。色々な学部があり、牙のような塔があちこちにありそこで活動している。

#### 真語魔法学部
クロノア
エアとソラの母親。真語魔法学部の教授でソーサラー9レベル。ソラの魔術師としての師匠だったようである。ソラとは仲がいいが、エアとは折り合いが悪く、5巻では顔を合わせた途端、どちらも偽者呼ばわりして戦闘しそうになった。カイン・ガラにてソラは彼女の家に滞在していたが、本人は出かけていたため未登場だった。5巻で夫とアイヤールに派遣された。容姿はソラそっくりで、身体はエアそっくり。かなり豪快な性格。
“鑑定者”レイクリス・カッスル
ソラが20年前に付き合っていた元彼氏。現在はクロノアの教室の副責任者だが、本職はアイテムの鑑定研究。ちょっと堅物なしっかり者で、当初はソラが面倒を見ていたが、いつの間にか面倒を見られるようになって付き合い始めたらしい。ソラが異貌を見られた事を気にして姿を消した後、自身の口下手のせいでソラを傷つけたことを気にして引きこもってしまい、現在も独身。ある事情から操霊魔法学部の守りの剣を盗み、ソラかクロノアにしかわからない場所に隠すものの、本人は蛮族に殺害されてレッサーオーガによって成りすまされてしまう。事件解決後、ムーテスの提案で操霊魔法学部で蘇生してもらえたが、ソラと再会することはなかった。7巻で再登場したが、事情をあまり知らないイスミーたちにはロリコンと疑われてしまった。11巻では名前だけ登場。
ミーブ
モーブの妹でムーブの姉。耳の先端だけが黒い。ソーサラーで真語魔法を修めている。カイン・ガラで起きた事件で、モーブと逢いづらくなったため、事件の解決をジーク達に依頼した。モーブにはさらに兄がいることがわかっている。

#### 操霊魔法学部
モーブの師匠
モーブのコンジャラーとしての師匠。モーブに対しては甘いのか、マジックアイテムやゴーレムを与えており、第1巻2話の事件を間接的に引き起こす遠因となった。操霊魔法学部では穏健派で、カイン・ガラで起きた事件を解決するためにモーブを通じてジークたちに調査を依頼した。

### 年輪国家アイヤール
フェイダン地方では一番大きな国。かつては現在のディルフラムの領域も領土とした「大アイヤール帝国」と呼ばれる大国だったが、《大崩壊》で領土の大半を失う。その後、同心円状に少しずつ壁を築いて地道に領土を取り戻しており、その形状からタマネギ国家などとも呼ばれる。東部は《紫闇の国ディルフラム》に接している他、内部にも《無法領》と呼ばれる蛮族の領域や領域全体がトラップに覆われた《愚行領》、眠りの神カオルルウプテに呪われた《封鎖領》といった危険地帯があるので戦いが絶えない。区切られている場所により、同じ国内でありながら風土ががらりと違うのも特徴。

#### 逃亡奴隷の村
30人ほどの逃亡奴隷が住んでいた。ジークの発案により、全員がルーフェリアへと移住することとなる。
ジェイク
蛮族に捕らえられたところを、通りかかったジークたちに助けられた少年。旅立ちの際に彼に名乗ったのが、パーティ称号「ぞんざい勇者団」の初お披露目となった。
ジェロ
これは偽名であり本名はアルフォンゾ。元々はアイヤールの皇室の近衛兵だったが、ある事件により当時の地位剥奪の上で奴隷として《陰影領ゴラ》へと送られた。その後、脱走し復帰の機会を狙っていたら色々とあって逃亡奴隷の村の責任者のようなものになっていた。いずれ生活が出来なくなるからと村の在処を密告しようとしていたがジークたちに怒られ、アイヤールの内部の案内をすることになる。最終的にはアリオス卿に預けられた。4巻ではお使いに行ったが石にされてしまい、ルーフェリア・アイヤール神殿で発見される。
11巻では、逃亡奴隷時代にも使っていた携帯用〈守りの剣〉を携えてフーギの街に現れる。アレン配下の襲撃には弓を取って対抗した。

#### 陰影領ゴラ
奴隷売買が認められた領。犯罪者が送り込まれる刑務所としての側面もある。
ジョン、ファング、ローリー
奴隷市場へと行ったコボルドたち。ジョンはベルが買っていき、現在はデーニッツ家で働いている。

#### 石街領アイール
アイヤール最大のライフォス神殿があり、それを中心に街が形成されている。
イアン
始祖神ライフォスの神官。下級貴族出身のお坊ちゃん。ルーフェリア信仰のアイヤール国教化を阻止すべく《女神の涙》ルーフェリアに亡命してきた。高貴な生まれゆえに「朕」とあだ名される。
“無垢なる末皇女”ホーリエル・ラスドン・アイヤール
ライフォス神殿に預けられている11歳の少女。愛称はホーリィ。実は皇族候補の一人。蛮族に姉の一人をさらわれたと噂されているためか、誰かを助けることに情が脆い。パジャリガーの物語を好んでいる。ソラたちとの出会いにより、尊敬する姉たちと後継者争いをする事に疑問を持つようになった。5巻にて剣の迷宮に挑み、ジークたちの助けもあり魔剣を手に入れて、皇族として認められるための審査を受けることとなった。
リャンから姉ミスティンがさらわれたと聞かされたため、飛空船でリオスに乗りつけ、ジークたちに助けを求めてくる。
プルチーノ
ホーリエルの教育係をしている40代ぐらいの女性。当初は彼女に悪い影響を与えかねないジークたちに厳しい目を向けていたが、5巻での魔剣獲得成功には大感激していた。

#### 赤砂領レザナード
対蛮族の最前線のひとつであり、生産性の乏しい土地柄。
ローランド
ジェロ（アルフォンゾ）の元同僚。元アイヤールの近衛兵だったが、ある事件で当時非番であったにもかかわらず連座でレザナードに左遷される。ジェロに気さくに声をかけたがメッシュの機転により丸め込まれる。ジークたちいわく頭は悪そう。4巻にも登場。ジェロを迎えに行ったら石にされてしまっていた。
“紅の魔人”アリオス・レザナード
レザナードの領主。ナイトメアだが、種族の特徴であるツノを隠さない珍しい人物。他の領の援助をもらうために少々の厄介事を引き受けている。ジークの父親とは知り合いで、ジークの実家の商店と懇意にしている。柄の悪い口調だが、ジークに「兄ちゃん」呼ばわりされても特に怒らなかった。また、大雑把な性格でもある。
アンデルス
彫刻家カロンを主人としているルーンフォーク。ジークたちからはたぷたぷと言われている。愛玩用なので戦闘能力は全くない。カロンが石にしてしまった人間は彼がお金と共に商隊に預けたり神殿に送ったりしていた。言動が胡散臭いため、ジークたちになかなか信用されなかったが、本人としては完全善意であり、信用されないことについて悩んでいる。またカロンがディルフラムに帰るときにともに帰って行った。

#### 白峰領ゼス
高山地帯にあり、雪を残した峰がそびえる。かつては蛮族の領域だったが、ライフォス神官戦士団によって奪取された。山あいにあるフーギの街には本国よりも立派な「ルーフェリア正統神殿」が建てられていたが、蛮族融和派が一掃されてから「ルーフェリア・アイヤール神殿」と改称した。
カティス
ルーフェリアの神官。信仰を持っているならば、蛮族でも構わないし、お互いがお互いを理解し合っていればそれで良いのではないかという思想を持っている。ムーテスやソラには超平和主義であるが現実を見ていないと評された。最終的には本人の知らない間（ソラにスリープで眠らされたため）にルーを奪還された上にエルヴィーンを討ち取られてしまった。その後、隔離されてしまったらしい。
ガアラ
ルーフェリアの神官でアイヤールにおける信仰の先駆者。見た目はかなりぼろぼろであり、カティスたちからは邪魔者扱いされている。エアやソラの父親と元同僚。エルヴィーンの本当の目的に気付きはしたが、争いごとは苦手だったため、ライフォス神殿に情報をタレコミするぐらいしかできなかった。ライフォスとの折り合いが悪いため、神殿に像を置いていなかった（ライフォスから見てルーフェリアはおよそ孫神にあたるのに）が、メッシュに咎められて発注した。4巻以降ではエアに金庫番として指名されていたりもしている。結構ぞんざい勇者団にこき使われている。
ダンフォース・ゼス
ダリアンの街に館を構える、ゼスの領主。もふもふした白い長い毛にヒゲのタビット。ジークたちは詳しく話を聞いていなかったためタビットとは思っておらず、最初見たときは呆気にとられた。セラフィナにも昔、ヒゲを引っ張られてじじい呼ばわりされていたらしい。バード技能を9レベル持っており、アレン配下がフーギの街を襲撃したときは呪歌で戦闘を支援していた。
“秘蔵っ子”シルフィーナ・ゼス
愛称はシルフィで3歳。ダンフォースをじーじと呼んで慕っている。実はセラフィナたちの異母弟であり本名を「シルフィード」というが、女児として隠されるようにしてダンフォースに預けられていた。ゼスに預けられたのはいざというときは（本人の希望にもよるが）外国にも亡命できるためと、アイヤールでは有力な男子の王族はつぶし合いをしておりそれを避けるため。

#### 青嵐領デラルザ
アイヤール内周の領。気候が温暖で安定しており、果物の栽培が有名。貴族の別荘が点在している。
“夢見の予知姫”ミスティン・デラルザ・アイヤール
ホーリエルの姉で、第一皇位継承権の持ち主。病弱なため、気候の良い青嵐領に暮らしている。愛称はミスティ。しばしば予知夢を見ることができるという特殊能力の持ち主。ジークの父ザムエルとは何らかの面識があり、子守になるルーンフォークを欲しがった彼に起動前のメッシュとアイシャを譲った。幼い頃のジークを知っているらしく、彼を子供扱いしている。
8巻で実はジークとベルにとって父親違いの姉に当たることが判明した。だが、何らかの予知をした直後にその内容を伝える間もなくアーメス教団によって誘拐されてしまう。ぞんざい勇者団によって無事救出され、《白峰領》の滅びの危機について語ったが、離宮が再襲撃を受けたため大事をとって中央に移ることになった。
婚約者として『血風領シュナイダー』の領主の下で保護されている亡国の王子「トラヴィス・リーネ」がいる。
リプレイ『ドラゴンスレイヤーズ－かくて神への扉はひらかれる－』ではプレイヤーキャラクターとして登場。最高位のミスティックであり、他にアルケミスト・セージ・レンジャーの技術・知識も併せ持っている。この時点では情勢が安定したせいか離宮へと戻っていた。
“百面の英雄”パジャリガー・コルディン
ライフォスの神官戦士。故人。数十年前に活躍し、神殺しの剣〈パジャリガー・スラッシュ〉を振るって二の剣の小神を討伐したという。しかし若くして亡くなったため、ルーンフォークの影武者が何体か用意される運びになった。現在では彼の死は公開されており、生地にして終焉の地である村は史跡を観光名所としている。
実は〈パジャリガー・スラッシュ〉の効果は神殺しではなく魂の穢れの吸収であり、宥和神アーメスの分体アレンの穢れを吸って弱体化させた。パジャリガーは神の穢れを自分の身に封じたため、蘇生時にアンデッド化して討伐されたのである。現在、彼の意識はゴーストとなって地上にとどまり、秘密の墓所で自らの遺体を監視している。性格は気さくで朗らかだが、自分の鎧をジークに渡すのは渋っていた。
11巻では妻アナトラとともに《白峰領》を訪れ、ジークたちにライフォス神の加護を授けた。
カイト
パジャリガーの友人だったドワーフ。史跡の英雄像は彼が作ったのだが、元・影武者たちを自由にするため、わざと似ないように手を加えていた。しかしそのことがパジャリガーに執着する怨霊バンシーの恨みを買い、塔から突き落とされて死亡した。
“賢女”アナトラ・コルディン
パジャリガーの妻。夫の死後は「アナ」の名でデラルザに留まり、墓所を見守り続けていた。年齢を重ねてもコンジャラーの腕は健在。11巻では夫の霊をつれて《白峰領》におもむき、ジークたちの手助けをした。

#### 皇城領フェーゴ
アイヤールの中心に位置する、皇族の住まう領。全体が巨大な城砦になっている。また、ドワーフの姿が多い。
“女帝”セラフィナ・カエラ・アイヤール1世
アイヤールを統べる女帝であり、ミスティンやジャスティ、ホーリィたちの姉にあたる。自ら蛮族との戦いに立つ武闘派であり、誘拐されたミスティンも「弱者」として見捨てるほど冷徹だが、それは公人としての顔である。妹を案じて涙する一面もあるが、決して人に見せようとはしない。ライルバートからはシスコンだと言われている。事実、最終話では行方不明の妹の話題になった途端、饒舌に妹についての長話をしようとした。
リプレイ「from USA」に登場した時は恥ずかしい秘密が次々と暴露されてしまう。
“竜将”ドラクロア・サーバイン
大柄なリルドラケンで、「竜将」の異名を持つアイヤールの将軍。ホーリィからは「ドラ」と親しまれている。
ローリエ
20代後半の女性のソーサラー。ミスティン救出に動くぞんざい勇者団との連絡役として派遣された。ジェロとは元同僚の間柄。
ロランド・フェーゴ
フェーゴの領主。豊かな金髪の髭が自慢のドワーフ。魔道機文明時代の遺産が多く現存する領内の仕組みすべてを把握する、唯一の存在である。
ゼルラント・キンドル・アイヤール
セラフィナの叔父であり、王位継承をした彼女に反乱を起こした。彼女によって討伐されたが、≪後継者選別剣≫を盗みだし、剣の迷宮に取り込まれた。デーモンルーラーの苗床にされていたりもした。闘うはずであったがメッシュやジークが上手いこと持ち上げ、戦闘を回避される。
コレット
フェーゴで行われたパーティでニゲラが出会った少女。フェンサー、スカウト、コンジャラーであり、キーヤ家の令嬢であるアリエッタの代理としてパーティに参加していたがボロが出ないように離れていたため、ニゲラの興味を惹き、会話の末、捨て駒にされそうになっていることが判明して、ニゲラに匿われる。
その後、疑似妖精郷の出身者であり、パルグレート一家の一員であることが判明した。妖精使いのしての才能がないため肩身の狭い思いをしていたらしい。が、疑似妖精卿ではそこの妖精達から「いもうとー」や孫のように可愛がれ、他の一族の者たちからも可愛がられていた。最終戦では装置の部品を盗み出し逃げ回ることによりぞんざい勇者団の戦闘に貢献する。

#### 紫壁領フォストリス
アイヤールの内周にあるが、蛮族の勢力下にある《無法領》と《封鎖領》という2つの危険地帯に隣接するので軍備の増強に余念が無い。優秀な騎士を輩出してきたことで知られており、領内の騎士学校には各地から有力者の子女が集まる。
“天馬の姫”ジャスティン・フォストリス・アイヤール
アイヤール《蒼穹騎士団》ペガサス隊のリーダー。ジークたちからは高貴の身と目されていたが、いたってくだけた話し方をする。包囲されたルーフェリアへの帰還を急ぐぞんざい勇者団を部下たちと天馬で送り届けた後、1人残って諜報活動を行っていたが、決戦時に再度隊を率いて飛来し、ジークたちを支援した。さらにその後もすぐには帰還せず、カラハで騎獣育成の見学をしていた。
その正体は予想された通りアイヤールの第2位皇位継承者だった。9巻では誘拐された姉ミスティンを救出に向かおうとはやったため、軟禁されていた。ジャスティ自身の意思にかかわりなく、彼女を皇位に据えるため上位を追い落とそうとする政治的な思惑をもつ勢力がいるせいである。10巻では謹慎を申し付けられ、《紫壁領》をまとめなおしている。11巻では《青嵐領》に保存されていたアレン配下の本来の肉体を破壊して、フーギを襲撃するアンデッドを動かす魂とのつながりを弱め、遠方から戦いの勝利に貢献した。
『リターンズ』では養父の失脚にともないフォストリスの領主代行も務めることになった為、激務に辟易している。
ライルバート
フォストリスの領主。ジャスティの養父にして後見人。《無法領》の脅威に対抗し続けているため、領内では慕われている。しかしジャスティを皇位に据えようとするあまり、セラフィナとミスティンを追い落とす陰謀を企んでいた。
事件解決後、爵位を剥奪されて蟄居を申し付けられた。
『リターンズ』ではジャスティンに激務の鬱憤をぶつけられた他、女帝暗殺計画の詳細を知っているとジーク達に思われた事で彼らから尋問された。
パーシバル・キンドル
騎士学校の学生。実家は《皇城領》の伯爵家。正義感の強い性格で、父が女帝暗殺計画にかかわっていることを小耳に挟み、騎士学校に潜入中のジークを見込んで阻止のために力を貸すよう頼んでくる。
なお、事によっては父親を処断する覚悟でいたが、実は父親は息子の正義感の強さからわざと情報を漏らして女帝暗殺計画の阻止に動く事を期待していた事が後に判明した。

### 集いの国リオス
コラーロ河の流域に存在する商業国家。首都はラスベート。河口には大きな港が存在し、大陸各地との交易で栄えている。政治体制は議会制で、飛空船を数隻保有するほどの経済力を持つ。ラスベートはいくつもの街道や海路、河が入り混じっている事から「10本足の蜘蛛の街」と呼ばれている。ジークの祖父はこの国の議員を勤めていた。
“若き商会長”ベルハルト・デーニッツ
愛称はベル。ジークの2つ下の弟。冒険者になるために家を出て行ったジークの代わりに、リオスに残って両親が遺した商売を切り盛りしている。ジークとはアイヤールに商売をしに来た際にゴラで再会した。セージ技能が高い。ジーク曰くツンデレで、ジークに厭味を言ってもすぐに態度を翻す。メッシュが言うには仲の良い兄弟。なお、メッシュの冗談とジークのノリにより「ジークの許婚」であるとソラたちやアイシャを一時誤解させてしまった。
最終話エピローグで、ジークがフーギの街の復興のためにベルに連絡を取ることを語っており、最終話からリターンズの間で復興作業のためにフーギの街に来た事になっている。なお、最終話までの時点で自分に姉がいることはしらない（リターンズでは現在登場していないためジークから聞いているのかは不明）。
アイシャ
ベルハルトに付いている女性型ルーンフォーク。メッシュとは同時期に起動したが、彼との仲はとても悪い。金銭の事に細かい。クラスはシューター、マギテック、スカウト。見た目は眼鏡をかけた黄緑色の髪の女性型秘書風。屋敷ではメイド姿になっていた。
彼女の出自についてもまた4巻で明らかにされていて、本来はパジャリガーの妻アナトラの影武者となるはずだった。そのためパジャリガー・セカンドからは「心の花嫁」と呼ばれており、ジークは彼にアイシャを紹介することを約束していた。もっとも、暑苦しい性格を嫌った彼女は顔見知りのルーンフォーク（シフェナ）にパジャリガー・セカンドを押し付けてしまったが、11巻にてそれが嘘であることがイスミーの口からパジャリガー・セカンドに伝えられてしまったため、また彼に付きまとわれることが示唆されている。
ドーレ
ジークの母フィーレの妹であり、彼にとっては叔母にあたる。有名な占い師で、顧客には有力者も多くいる。
アデリーナ
紅旗双島海賊団の首領を務める女性。なかばリオスの私掠船のような活動をしており、デーニッツ商会からもみかじめ料を受け取っている。海賊ではあるが、海の平和への責任感は強い。
リフェール
リオスの若い軍人。密偵のエキスパート。あまり表沙汰にはしていないが、アデリーナとは恋人関係である。

### 帳の島エイデル
幻獣の暮らす島であり、人族は小さな集落に分かれて彼らとひっそり共存している。中には幻獣の子供を預かって、騎獣として育成する村もある。
ラシー
ワイバーンを友とするグリンの村の男。優しいけれども慎重な性格。隣の村からリーリを妻に迎えようとするが、何者かの手によって嫁取りの儀式への妨害工作がなされ、ジークたちに事件解決を依頼する。
ザック
グリン村一番のワイバーンライダー。腕は確かだが、どんぐり目で残念な顔つき（と実の母にまで言われる）のため、嫁が来ないらしい。
カラント
ワイバーンの世話係の青年。ソラに強要されて彼女を《浮遊山》まで運んでいった。
“おしとやかな”リーリ
ヒポグリフを友とするティースの村の女。気立てのよい、評判の美人。嫁入り前でもすでにグリンの村の子供たちに好かれている。現在は既に嫁入りしており、島の外から来た冒険者や学者たちの案内役のような役目をしている。
“導く輝竜”アインベフ
宙に浮かんだ山《竜の浮遊山》に残る、神紀文明の遺跡の管理人。魔法の道具の効果で若い女性の姿を取っているが、その実体は雄のドラゴン。不埒な侵入者は排除しようとするが、自分が認めた勇敢な冒険者には好意的にふるまう。
10 - 11巻では、ジークに約束していた魔剣を届けるためと、エイデルにも陰謀の手を伸ばしていたアーメス教団の動向を確かめるために、アイヤールに飛来してルーフェリア神殿に陣取っていた。「人族の争いには関わらない」としつつも、アレン配下が街を襲撃したときはソラをジークたちのもとに送り届けた。

### 旅する者たち
パジャリガー・セカンド
メッシュによく似ているが、ワイルドな印象を持つルーンフォーク。パジャリガーの影武者として作られたルーンフォークの二代目。クラスはファイター、スカウト、エンハンサーで、能力自体はメッシュと同スペック。パジャリガーを目指して日々行動しているが言動がいちいち暑苦しく、乗せられやすい。成り行きでジークがパシャリガーの後継者となったため、ライバル視している（ジークからは鬱陶しがられている）。5巻ではライフォスの神官騎士と一緒に剣の迷宮に挑んだあとでジークたちにそそのかされ、「心の花嫁」アイシャに会うためリオスのデーニッツ家へ行くこととなった。その後、7巻では墜落死した姿で登場、メッシュともども蘇生させられるが、1年分の記憶を失っていた。その記憶の中に行方不明のソラについての情報が含まれていたため、ジークたちは神の奇跡を願って、メッシュではなく彼の記憶を復活させることとなった。
その後、アイシャにそそのかされてシフェナを追いかけていったが、彼女が従っていたアレンの危険さに気づいて撤退。11巻でぞんざい勇者団と再会し、最終決戦まで行動をともにした。戦闘時にはエアのプレイヤーがロールプレイを兼任したが、NPCでありながら次々と敵のボスを討ち取っていくためブーイングが起こった。事件解決後はアーメス教団に荒らされたルーンフォークの村の復興におもむき、そのめどが付いたら再び「心の花嫁」を追うとのこと。
“色彩の操り手”リャン
エルフの男性で、ムーテスの幼馴染。独自のセンスを持った服飾デザイナーであり、非常に派手な色使いの格好をしている。自己中心的な考えの持ち主だが本人に悪気はなく、ムーテスはいつも苦労させられていた。ジークたちも彼に迷惑をかけられ、散々罵りながらも憎みきれずにいる。フロリダスに資金提供を約束されてその陰謀に加担していたため、ルーフェリアから一時的に国外追放処分を受ける。その後はムーテスとともにアイヤールへ向かった。
アイヤールでの商売は順調だったのだが、ムーテスともどもミスティン誘拐に利用されたことに気づき、1人で脱出してホーリィに事の次第を伝えた。ここで初対面だったニゲラは彼に父親と似たものを感じたらしく、距離を置いていた。その後はフーギの街で（ムーテスが乗っ取った）エアの家、それからムーテス自身の家でドレス製作にいそしんでいた。しかしアレン配下が街を襲撃した際はドレスをすべて解体し、包帯に作り変えて負傷者の看護に当たった。
ミラ
ピンク色の鱗をしたリルドラケンの女性で、かつてはムーテス、リャンと組んで冒険していた。クラスはコンジャラーだが、適性はなかった。パーティー解散直後に一財産を築いたムーテスが分け前をよこさなかったため、彼を恨んでいる。金銭欲や名誉欲が強く、彼女もまたフロリダスの「近衛に取り立てる」という約束を信じて配下になっていたが、最後はジークたちに捕縛された。
ムーティス・オリエンタリス
行方不明だった二ゲラの父親。アルケミストであり、「金の商人」と呼ばれる。娘を溺愛する一方で、彼女に黙って借金を抱えたり嫁に出そうとしたりと勝手な行動が多い。再会時にはその勝手な行動に耐えかねたニゲラにアックスボンバーを喰らい、以後もニゲラからは邪険に扱われつつある。
GMの予定では眼鏡をかけたクールな男性だったのだが、二ゲラが「自分に瓜二つ」と発言したために、娘にそっくりの少年のような顔に変更されてしまった。リャンとキャラが被ったのは「物の弾み」と弁明している。

### 蛮族（バルバロス）

#### 遺跡都市ゼルブリス
魔法文明時代の遺跡を改造した地下の街。人口が飽和状態にあり、地上への進出を図っている。
“執行者”フィルゲン
子爵位を持つドレイク族の中でも特に強力な、テラードレイクバイカウント。ゼルブリスの支配者。小国程度なら滅ぼすことが可能な軍勢を持つほか、死者蘇生を行うことが可能なコンジャラー技能11レベルを有する。配下に四天王と呼ばれる強力な部下が存在する。以前より《女神の涙ルーフェリア》を攻め滅ぼすべく暗躍していたらしく、その一環として利害が一致するエルヴィーンたちにルーを渡したと思われる。2巻で自ら女神の欠片の誘拐を指揮して以降は彼の部下たちが暗躍していたが、本人曰く「派遣した部下は使い捨てであり、要衝さえ押さえればよい」とのこと。実際、一国の将にしては腰が軽く、部下を敗退させてきたジークたちを結局は自分の手で捕らえてしまった。6巻で軍勢をルーフェリアに差し向けるも、ぞんざい勇者団の活躍で四天王の半数を失い、撤退した。その後は最後まで登場せず、ジークたちと再び相対することはなかった。
元はディルフラムの出身で、<<大崩壊>>の時に地上に現われたが当時ディルフラムを支配していたドレイクマーキスと仲違いして出奔し、ゼルブリスを拠点とした。ぞんざい勇者団に撃退された後はゼルブリスに潜伏して戦力の建て直しを計っており、自身はテラードレイクカウントへと大幅にパワーアップした。
『ソード・ワールド2.0リプレイ from USA』のPC・アンセルムの叔父と同名だが、ふたりのフィルゲンが同一人物であるかは不明。
ミカファ&キャロン
フィルゲン四天王筆頭のドレイクバロンで、双子の巨乳姉妹。ミカファが姉になる。普段は仲は良いが、フィルゲンの寵愛を独占するための暗闘を行っており、時には竜形態に変化して姉妹喧嘩になることもある。ルーフェリア攻撃の前線指揮を執っていたが、ぞんざい勇者団にオルガ共々倒された。
“鋼拳”レオルズ
フィルゲン四天王のオーガバーサーカー。典型的な怪力バカで単純な性格だが、人族の奴隷たちには評判が良かった。友人であるタビットの魔術師サティを知恵袋に据えて決起し、オルガの反乱を鎮圧した。
オルガ
フィルゲン四天王のゴブリンシャーマン。本来なら高い地位につけるほどの実力はないが、強力な魔道兵器であるウォードームを2機も所有しているので四天王になった。大物ぶっているが僻み屋な小心者で、安全圏から出ようとしない。ぞんざい勇者団に焚き付けられてミカファ＆キャロンの仲を裂こうとし、さらにゼルブリスで蜂起してレオルズを排しようとしたところ、返り討ちにあって追い出される。怒り狂って戦場に乗り込んでくるも、姉妹とともに倒された。
ジィ
フィルゲン四天王の幻獣。ジィという名前は種族の名称で、本人の名前は不明。ゼルブリスに住む幻獣のまとめ役となっている。かつては奴隷だった時があり、首輪の跡がある。フィルゲンへの忠誠心はあまり無く、ゼルブリスからの脱出を図るぞんざい勇者団に様々なアドバイスを行った。
オスカー
ゼルブリスと外部を結ぶ峡谷の案内人である、ワーウルフ一族の男。完全にフィルゲンの支配化に入ることを嫌い、ひそかにジークたちに協力する。

#### その他の蛮族
エルヴィーン
ゼスのルーフェリア神殿の神官であるが、正体はダークトロール、数十年前にライフォス神殿に自分の領地（今のルーフェリア神殿がある場所）を取られ、今度はルーフェリアの力で（と言っても歪んでいるが）取り返そうとしていた。
元々はアーメスの神官であり、《白峰領》にある隠れ里を出奔してきたという出自が11巻で明らかになった。
“真実の彫刻家”カロン
赤砂領の国境近くに住んでいる彫刻家であるが正体はバジリスク。しかし、視線で射貫いて相手を石にすることよりも、自分で石を削って彫った彫刻が良いと言っている変わり者。誤って石化してしまった人間のために私財を投げるなど、人間には好意的。ジークたちの交渉によってディルフラム側へとモデルとして雇っているマーマンらと戻った。
シグルド
カロンの兄で同じくバジリスク。こちらは蛮族らしい性格をしている。

### 宥和神アーメス教団
“宥和の神”アーメスは、アイヤール一帯でかつて信仰されていた小神で、他者とのコミュニケーションや繋がりを大切にし、自己と他人の区別からの解放を謳っている。良い面で見れば自分と周囲の人々を大切にするが、悪い面で見れば他者から財産を奪うことも厭わないとされている。現在、フェイダン地方一帯に信者を増やしつつ暗躍している。
もともとは魔道機文明時代、現在の《白峰領》の地底湖に押し込められた蛮族たちのコミュニティを成立させるため、インキュバスが神の位に上ったものである。
アレン
アーメス教団の指導者のインキュバス。小神となったアーメスが地上に残した分体だが、その個性はアーメス神本体とは異なり、閉鎖的共同体のひとつになった者たちを見て悦に入るような性格である。かつてパジャリガーに穢れを奪われて魂が変質したため神の力を行使できなくなり、敗退した。その後、往時の力を取り戻すべく暗躍していた。
初登場の際、ジークたちを欺くためとは言え、麦藁帽子に首巻きタオル、作業つなぎという庭師の出で立ちだったため、「もっと威厳のある服装をしろよ」とつっこまれた（屋敷に潜入するのに執事の服装をしなかったのは、余計に怪しまれるため）。
11巻では、信者の魂を封じ込めた〈呼応石もどき〉でアンデッドと魔道機械を大量に操り、かつての神殿があったフーギの街に差し向ける一方で、略取したルーの肉体を乗っ取って神の力を取り戻そうとした。最終決戦でぞんざい勇者団のうち、メッシュとソラの2人を死に追いやったが、ジークに討ち取られてついに消滅。アーメス神本体も再び眠りに着いた。
シフェナ
かつて、イスミーシャとパーティーを組んで冒険していたルーンフォーク。ウサギの耳に似たパーツが特徴で、イスミーシャから（一方的に）好意を寄せられている。彼女の主人は同じパーティーメンバーのドワーフ。パーティーが壊滅した時に彼女だけが蘇生させられたらしい。その後、残りの仲間を蘇生させ、彼らの“穢れ”を祓う方法を探して行動し、アーメス教団のメンバーとなっている。イスミーシャ曰く「思い込んだら一直線に突っ走る」性格とのこと。
10巻で捕縛されたが、イスミーが当たり障りのない対応をしようとしたため、見捨てられたと思っていた彼女の寂しさに触れることができず、和解には至らなかった。アレン討伐後、仲間の魂がすでに正常な輪廻の流れに乗っていたことを知らされて涙に暮れ、優しくしてくれたニゲラに仕えることを望みながら裁きを待つ。
『リターンズ』において、イスミーとニゲラの陳情により死刑の後蘇生することで1年間の記憶を抹消した後、運び屋を始めたニゲラに雇用された。蘇生後はニゲラに対しては人なつっこい性格となっていて、彼女が運んだ荷物がぞんざい勇者団を動かすこととなる。『リターンズ』4巻で人質にされたが無事に救出された。

## 作品一覧
- ソード・ワールド2.0リプレイ 新米女神の勇者たち(1) ISBN 978-4-8291-4525-8
- ソード・ワールド2.0リプレイ 新米女神の勇者たち(2) ISBN 978-4-8291-4533-3
- ソード・ワールド2.0リプレイ 新米女神の勇者たち(3) ISBN 978-4-8291-4543-2
- ソード・ワールド2.0リプレイ 新米女神の勇者たち(4) ISBN 978-4-8291-4548-7
- ソード・ワールド2.0リプレイ 新米女神の勇者たち(5) ISBN 978-4-8291-4554-8
- ソード・ワールド2.0リプレイ 新米女神の勇者たち(6) ISBN 978-4-8291-4563-0
- ソード・ワールド2.0リプレイ 新米女神の勇者たち(7) ISBN 978-4-8291-4572-2
- ソード・ワールド2.0リプレイ 新米女神の勇者たち(8) ISBN 978-4-8291-4582-1
- ソード・ワールド2.0リプレイ 新米女神の勇者たち(9) ISBN 978-4-8291-4594-4
- ソード・ワールド2.0リプレイ 新米女神の勇者たち(10)ISBN 978-4-8291-4609-5
- ソード・ワールド2.0リプレイ 新米女神の勇者たち(11)ISBN 978-4-8291-4621-7
- ソード・ワールド2.0リプレイ 新米女神の勇者たちリターンズ ISBN 978-4-8291-4692-7
- ソード・ワールド2.0リプレイ 新米女神の勇者たちリターンズ(2) ISBN 978-4-8291-4744-3
- ソード・ワールド2.0リプレイ 新米女神の勇者たちリターンズ(3) ISBN 978-4-04-070746-4
- ソード・ワールド2.0リプレイ 新米女神の勇者たちリターンズ(4) ISBN 978-4-04-070747-1